# Polypedilum jurana
Polypedilum jurana är en tvåvingeart som beskrevs av Bidawid 1996. Polypedilum jurana ingår i släktet Polypedilum och familjen fjädermyggor. Inga underarter finns listade i Catalogue of Life.